# طریق بسمل شدن
طریق بسمل شدن رمانی از محمود دولت‌آبادی دربارهٔ جنگ هشت سالهٔ ایران و عراق است.
این کتاب پس از ده سال انتظار، سرانجام در اردیبهشت۱۳۹۷، مجوز انتشار خود را از وزارت ارشاد دریافت کرد.
دولت‌آبادی درباره این رمان می‌گوید: «طرق بسمل شدن» که روایتگر محدوده‌ای از جنگ است از سال ۱۳۸۳ تا ۱۳۸۵ نوشته شد و از یک سال بعد از آن در انتظار دریافت مجوز نشر بود که حالا بعد از حدود ۱۰ سال انتظار مجوز گرفته است.
در نوشته پشت جلد کتاب بخشی از داستان آمده است: همین‌ها، این‌ها، نمی‌بینی‌شان؟ تو نمی‌بینی؟ همه هستند، همه هستند، نمی‌بینی‌شان؟ کفن و قمقمه. نگاه کن، نگاه کن! «تشنه‌ای، تو تشنه‌ای برادرم. بنوش آب!» نگاه کن، نگاه کن! چه رستخیز روشنی! منم، تویی و دیگران. تویی، منم و دیگران. چه رستخیز روشنی. کلاه‌خود و چکمه و یراق. یکی به آفتاب می‌دهد سلام، یکی به آب. یکی به آسمان نیاز می‌برد، یکی به خاک. یکان یکان بروز می‌کنند، از پناه خاک، از شکَفت‌های دره هلاک، از حوالی و حدود تپه‌های تاک، تپه‌ها و تنگه‌های کهنه و عمیق، پوده و عتیق، از درون خاک، از مغاک‌ها، مثل رویش و شکفتنِ عجیب سنگ‌ها و خارها. پوست پوست‌های خاک می‌شکَفت و می‌شکُفت از آن کسی - تنی. تنی که با کفن، تنی که بی کفن. بیرقی به دست یا نشانه‌ای به نوک نیزه‌ای. تکه پاره‌ای نشانِ رایتی - پاره‌ژنده‌ای؛ ژنده‌ای سیاه، ژنده‌ای سپید، ژنده‌ای کبود، سبز، ارغوانی و بنفش و سرخ و هرچه رنگ؛ رنگ‌ها پریده‌رنگ...
این رمان در سی و یکمین نمایشگاه بین‌المللی کتاب تهران عرضه شد.